# فکر می‌کنی من کی هستم

فکر می‌کنی من کی هستم (انگلیسی: Who You Think I Am,فرانسوی: Celle que vous croyez‎) فیلمی درام محصول سال ۲۰۱۹ کشور فرانسه و به کارگردانی سافی نبو است. این فیلم بر اساس رمانی از کامیل لوران نویسندهٔ زن فرانسوی ساخته شده‌است.

## بازیگران
- ژولیت بینوش در نقش کِلِر میلو
- نیکول گارسیا در نقش کاترین بورمان، روان‌شناس
- فرانسوا سیویل در نقش آلکس
- شارل برلینگ در نقش ژیل، شوهر سابق کلر
- ژول هولپَن در نقش ماکس، پسر بزرگ کلر